# Saillans (Drôme)
Saillans is een gemeente in het Franse departement Drôme (regio Auvergne-Rhône-Alpes). De plaats maakt deel uit van het arrondissement Die en is gelegen aan de Drôme. Saillans telde op 1 januari 2022 1.459 inwoners.

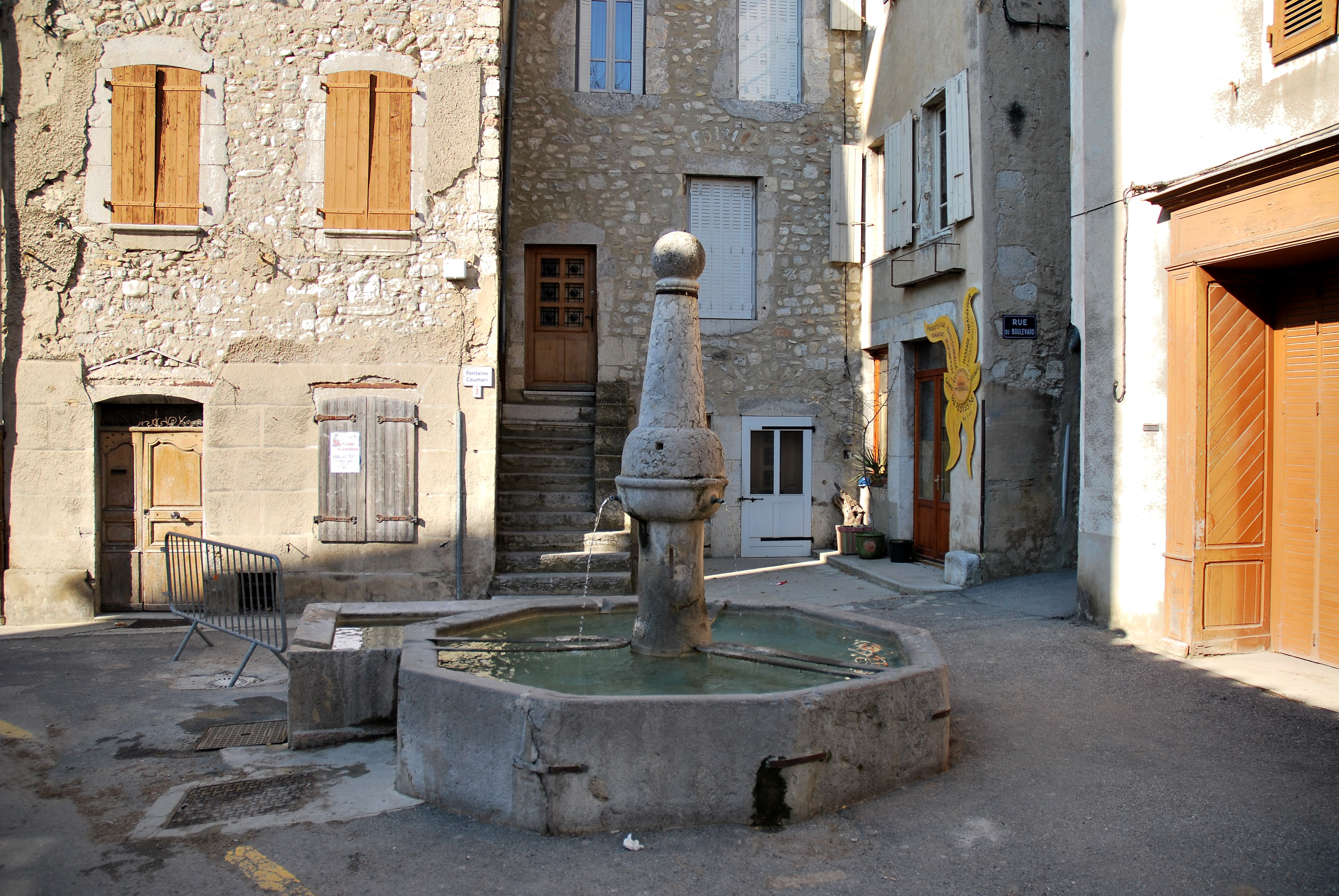
Fontein in het centrum
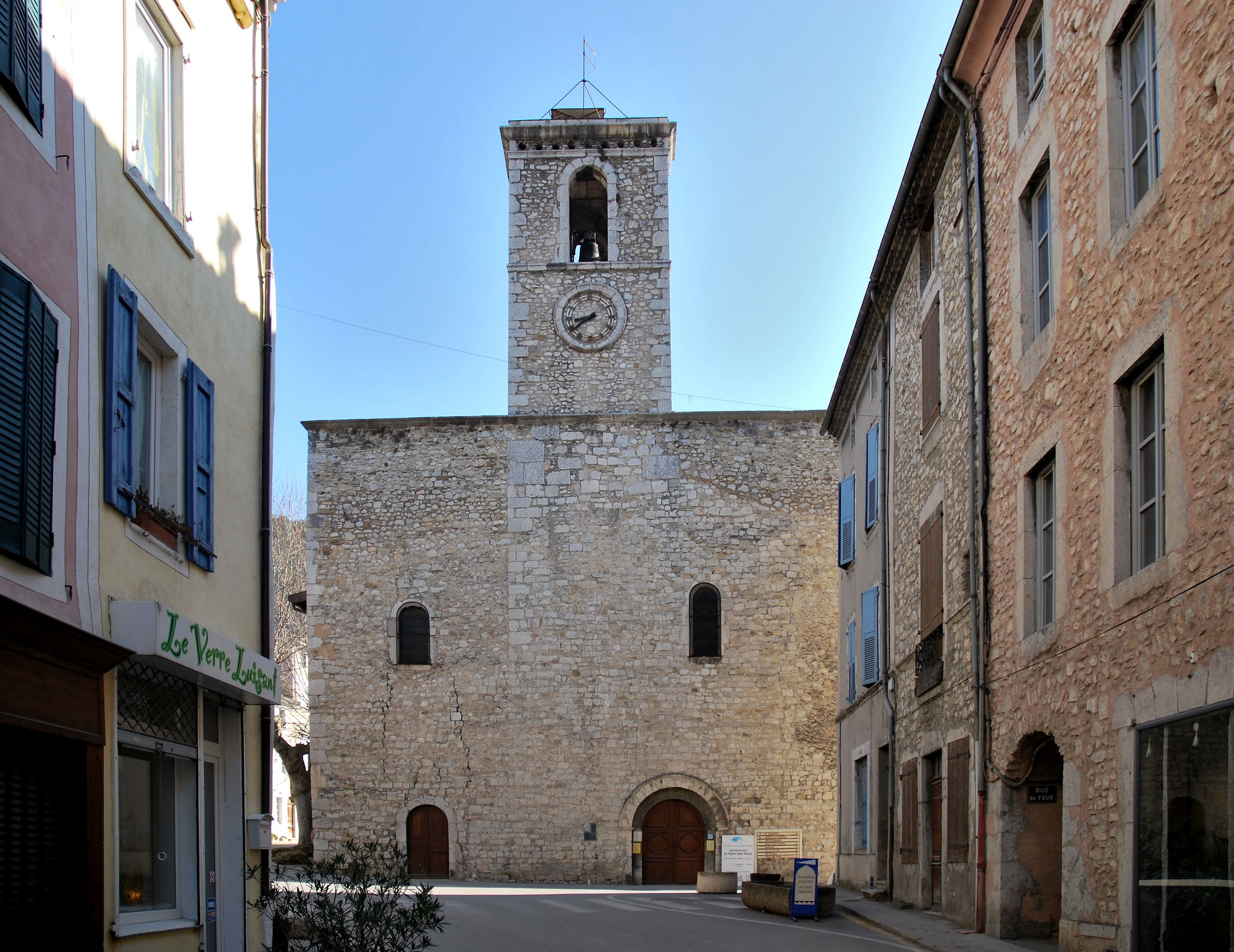
Romaanse kerk in Saillans

## Geografie
De oppervlakte van Saillans bedraagt 36,15 vierkante kilometer; de bevolkingsdichtheid is 92 inwoners per km² (per 1 januari 2019).

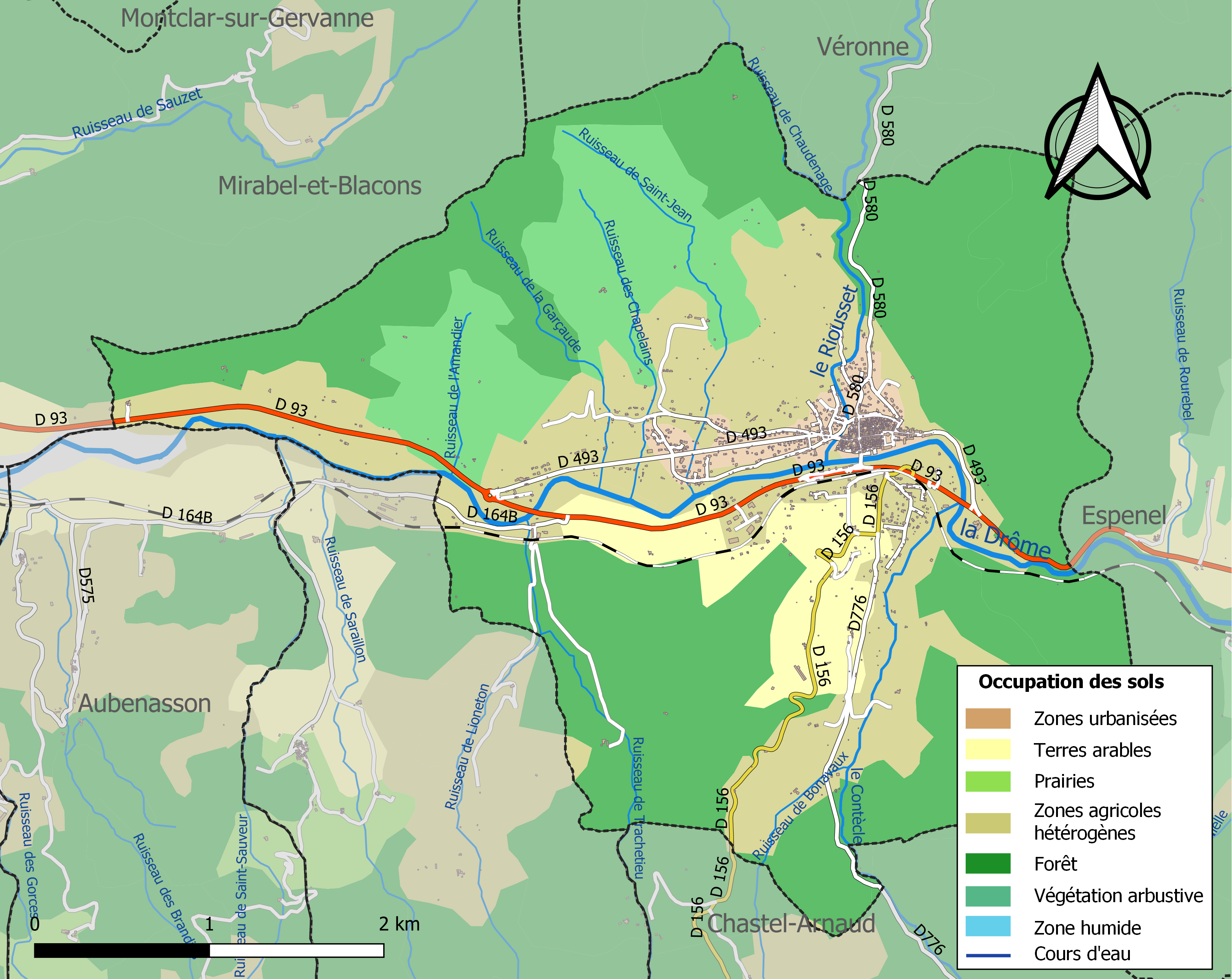
Kaart van de gemeente met belangrijkste infrastructuur, bodemgebruik en omliggende gemeenten

## Verkeer en vervoer
In de gemeente ligt spoorwegstation Saillans.

## Demografie
Onderstaande figuur toont het verloop van het inwonertal (bron: INSEE-tellingen).